# HD 92845
HD 92845 är en dubbelstjärna belägen i den mellersta delen av stjärnbilden Luftpumpen. Den har en skenbar magnitud av ca 5,63 och är svagt synlig för blotta ögat där ljusföroreningar ej förekommer. Baserat på parallaxmätning inom Hipparcosuppdraget på ca 5,3 mas, beräknas den befinna sig på ett avstånd på ca 610 ljusår (ca 190 parsek) från solen. Den rör sig bort från solen med en heliocentrisk radialhastighet på ca 4 km/s.

## Egenskaper
Primärstjärnan HD 92845 A är en vit till blå stjärna i huvudserien av spektralklass A0 V. Den har en massa som är ca 3 solmassor, en radie som är ca 5 solradier och har ca 163 gånger solens utstrålning av energi från dess fotosfär vid en effektiv temperatur av ca 8 900 K.